# Miednica rozmiękczeniowa
Miednica rozmiękczeniowa (osteomalatio) – nieprawidłowość w budowie miednicy spowodowana niskim stężeniem wapnia. Powstaje w wyniku ucisku masy ciała na miednicę podczas choroby. Główną jej przyczyną jest odwapnienie kości, które rozpoczyna się podczas ciąży i karmienia piersią. Początkowo odwapnienie dotyczy kręgosłupa, jednak z czasem obejmuje także miednicę, kości kończyn i pokrywy czaszki. Przyczynia się to do skrzywienia kręgosłupa i zahamowania wzrostu. Miednica natomiast może przyjąć różne stopnie skrzywienia, które zależą od powstałych zmian w wyniku dźwigania masy ciała.

## Wygląd miednicy rozmiękczeniowej
- płaszczyzna wchodu miednicy w kształcie litery Y,
- wzgórek kości krzyżowej skierowany do przodu,
- talerze kości biodrowych nachylone ku tyłowi, wyglądem przypominające łyżki,
- kolce górne przednie zakrzywione do wewnątrz,
- zniekształcone spojenie łonowe z wygiętymi do środka ramionami, położone blisko siebie.

## Poród w przypadku wystąpienia miednicy rozmiękczeniowej
Pomimo zniekształceń może przebiegać drogą naturalną, jednak w przypadku stwardnienia miednicy i utrwalenia się nieprawidłowości, poród drogą pochwową jest niemożliwy.